# Dirt
„Dirt“, или Брука или Таблоид (енгл. Dirt) је америчка ТВ серија у којој главну улогу тумачи глумица Кортни Кокс. Створена од стране Метјуа Карнахана (енгл. Matthew Carnahan), ова драма говори о животима уреднице таблоида Луси Спилер (енгл. Lucy Spiller) и њеног најбољег пријатеља, папарацо фотографа Дона Конкија (енгл. Don Konkey), као и о изазовима са којима се они сусрећу радећи у таблоиду „DirtNow“.